# Перрен, Гаэтан
Гаэтан Перрен (фр. Gaëtan Perrin; 7 июня 1996 года, Лион, Франция) — французский футболист, полузащитник клуба «Краснодар».

## Клубная карьера
Гаэтан — уроженец Лиона и воспитанник одноимённой команды. В академии клуба занимался с девяти лет. С 2014 года — игрок второй команды. 15 февраля 2014 года дебютировал за неё в поединке против «Белфорта». Всего за три сезона проведённых в команде сыграл 36 матчей и забил 2 мяча.
14 февраля 2016 года дебютировал в Лиге 1 в поединке против «Кана», выйдя на замену на 88-й минуте вместо Александра Ляказетта. 16 марта забил свой дебютный мяч ударом головой, спустя две минуты после выхода на замену в поединке против «Нанта». После в раздевалке его партнёры попросили героя матча станцевать, что по их словам, он сделал не хуже, чем сыграл головой. Всего в дебютном сезоне провёл 3 матча, забил 1 мяч.